# Aeroportul Alicante
Aeroportul Alicante (IATA: ALC, ICAO: LEAL) este un aeroport din Provincia Alicante, Comunitatea Valenciană, Spania ce deservește zona Alicante. Aeroportul a fost tranzitat în 2022 de 13.202.880 de pasageri. A fost deschis în 4 mai 1967 și numit după zona deservită.
Situat la o altitudine de 43 m, aeroportul dispune de 1 pistă. Este operat de ENAIRE⁠(d).

## Infrastructură

### Piste
Aeroportul dispune de o singură pistă. Pista 10/28 are suprafața de asfalt și dimensiunile 3.000 m × 45 m. 